# Геомагнітна буря травня 1921
Геомагнітна буря травня 1921 року, також відома як Буря нью-йоркської залізниці (англ. New York Railroad Storm) — триденна геомагнітна буря, спричинена впливом надзвичайно потужного коронального викиду маси з Сонця на магнітосферу Землі. Подія сталася 13–15 травня, під час 15-го сонячного циклу. Вона стала найінтенсивнішою геомагнітною бурею XX століття.
Оскільки подія відбулась до широкої взаємозв'язаності електричних систем і загальної залежності інфраструктури від електрики в розвинених країнах, її вплив був обмеженим. Однак струми, що виникали в ґрунті, були на порядок більшими, ніж під час геомагнітної бурі в березні 1989 року, яка спричинила перебої в електропостачанні значної частини північно-східної Північної Америки.

## Прояви
Спричинені геомагнітною бурею електричні струми спричинили низку пожеж по всьому світу, зокрема одну поблизу вокзалу Гранд-Сентрал-Стейшн в Нью-Йорку, через що бурю прозвали «Буря нью-йоркської залізниці» (англ. New York Railroad Storm). Сучасні вчені оцінили розмір сонячної плями (AR1842), яка почалася 10 травня та спричинила бурю, у 151 на 34 тис. км.
Буря привернула багато уваги в Нью-Йорку, який був центром телеграфної мережі. Повсюди на сході Сполучених Штатів з'явилися полярні сяйва, яскраво освічуючи нічне небо. Телеграфне обслуговування в США спочатку сповільнилося, а потім практично зупинилося приблизно опівночі 14 травня через перегорілі запобіжники та пошкоджене обладнання. Однак поширення радіохвиль під час бурі посилювалося через вплив іоносфери, що забезпечувало надзвичайно хорошу передачу сигналів на великі відстані. Електричне освітлення помітно не постраждало.
Від бурі також постраждали підводні телеграфні кабелі. Повідомляли також про пошкодження телеграфних систем у Європі та Південній півкулі.

### Порівняння з іншими геомагнітними бурями
Для визначення інтенсивності сонячних бур в дослідженнях космічної погоди використовують індекс Dst. Від'ємний індекс Dst означає, що магнітне поле Землі ослаблене, особливо під час сонячних бур, і більший за модулем від'ємний індекс Dst вказує на сильнішу сонячну бурю.
У статті 2019 року було оцінено, що пік Dst геомагнітної бурі травня 1921 року становив −907±132 нТл.
Для порівняння, подія Каррінгтона 1859 року мала пік Dst, який оцінювався між −800 та −1750 нТл. Геомагнітна буря березні 1989 року мала піковий індекс Dst −589 нТл.